# Breakin’ Dishes
Breakin' Dishes ist ein Lied der barbadischen Sängerin Rihanna. Es wurde von Christopher Stewart produziert und von ihm und Terius Nash für Rihannas Album Good Girl Gone Bad geschrieben. Rihanna sang das Lied unter anderem auf ihren Tourneen: Glow in the Dark, Good Girl Gone Bad, Last Girl on Earth Tour und auf der Loud Tour.

## Hintergrund
Breakin' Dishes wurde von Christopher Stewart produziert und von ihm und Terius Nash geschrieben. Das Lied ist der vierte Titel auf dem Album. Inhaltlich behandelt Breakin' Dishes eine verzweifelte Ehefrau, die sich an ihrem Ehemann rächen will.

## Live-Auftritte

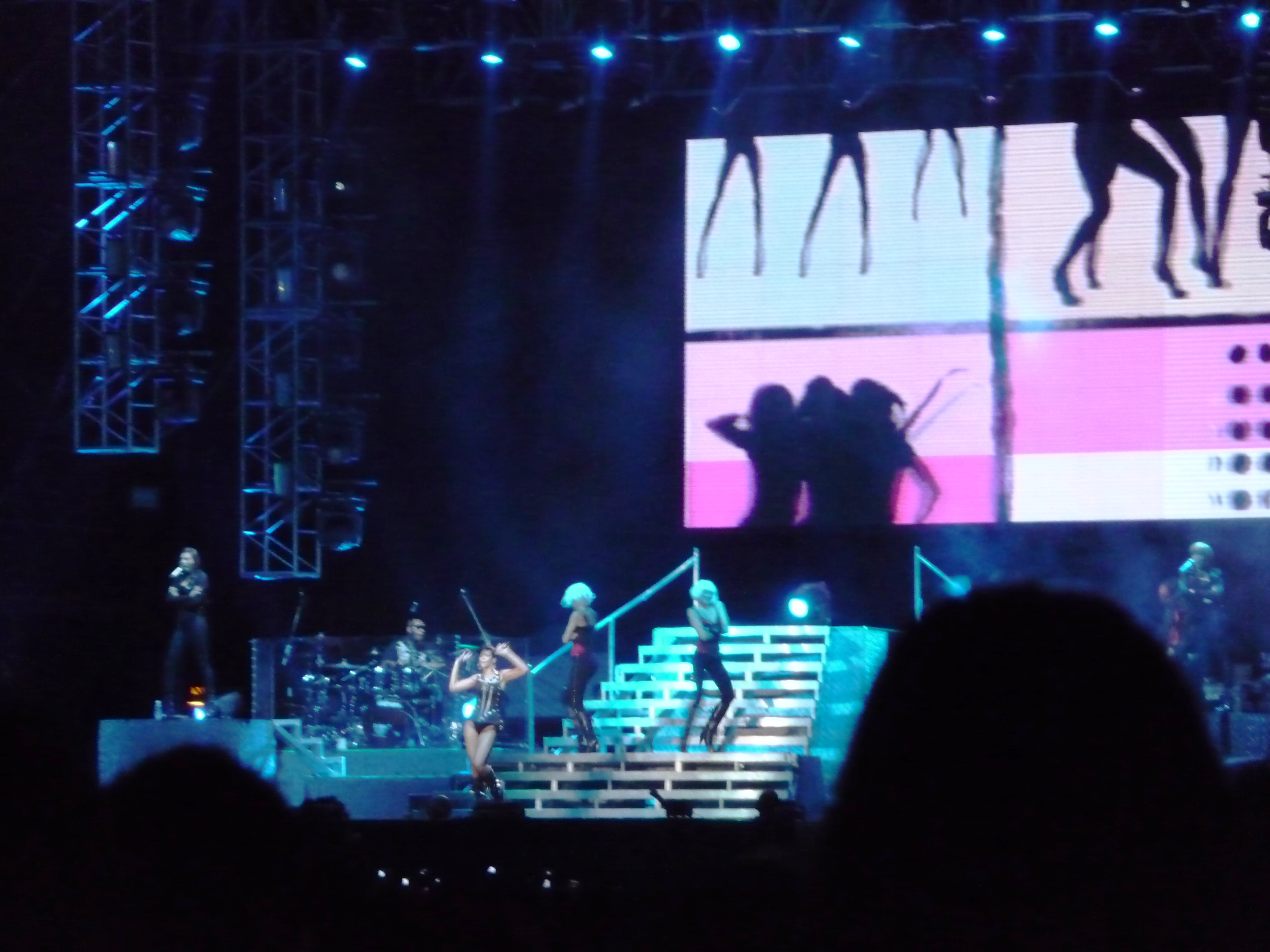
Rihanna singt „Breakin’ Dishes“ während ihrer Good Girl Gone Bad Tour in Australien 2008.

Das Lied war ein fester Bestandteil der Good Girl Gone Bad Tour und The Australians Sean Sennett beschrieb den Auftritt zum Lied als „Highlight“. Rihanna sang das Lied auch auf ihrer Glow in the Dark Tour, dabei trug sie ein Kleid, mit welchem sich Rihanna als „high-fashion-dominatrix-superhero“ bezeichnete. Rihanna sang Breakin' Dishes auch im August 2007 beim Summer Rush Festival in Nova Scotia, Kanada und im Juli 2008 beim MTV Mobile Bang Concert in Mailand, Italien. Das Lied war zudem noch ein fester Bestandteil der Last Girl on Earth Tour im Jahr 2010–2011 und der Loud Tour im Jahr 2011.

## Coverversionen und weitere Verwendung
Die Gruppe Gentleman Auction House coverte Breakin' Dishes für ihre Frühlingstour 2008. Die Drag Queen Dymond Dynasty sang das Lied und Rihannas Umbrella in der University of Missouri im April 2008, bei der fünften Drag-Show. Während der vierten Staffel der amerikanischen Tanzshow So You Think You Can Dance, tanzte Kherington Payne zu Breakin' Dishes. Izaak Smith und Kaitlyn Fitzgerald tanzten in der ersten Staffel der gleichen Tanzshow zu Breakin' Dishes.

## Versionen
- Album Version – 3:20
- Danny Tsettos Remix – 7:02
- Dave Audé Radio Mix – 3:06
- Edson Pride Massive Remix – 8:29
- Majik Boy Remix – 3:15
- Planet Hum Extended Mix – 4:22
- Ralphi Rosario & Craig J Club Mix – 8:19
- Soul Seekerz Club Mix – 6:03
- Soul Seekerz Radio Edit – 3:19
- Sweet Rains Radio Edit – 3:47
- Sweet Rains Club Mix – 6:52

## Kritiken
Das Lied wurde von Musikkritikern überwiegend gelobt. Nick Levine von Digital Spy bezeichnete das Lied als „angenehm“ und „einer der gelungensten Titel des Albums“, laut ihn sollte Breakin' Dishes zusätzlich vor Hate That I Love You und Take a Bow als Single veröffentlicht werden sollen. Popjustice zeichnete das Lied als „Single des Tages“ aus; sie beschrieben das Lied als „erstaunlich“ und bezeichneten es als das beste Lied des Albums. Laut ihnen könnten die Spice Girls den Titel auch erfolgreich veröffentlichen. Neil Drumming von der Entertainment Weekly beschrieb den Lied vor allem als „stärker“ als die Titel vorheriger Alben. Sarah McIntyre lobte das Lied für seine „leidenschaftliche“ Melodie sowie für den „hervorragenden“ Liedtext. Die St. Petersburg Times bewertete den Titel als „poppiges Stück mit Party hauch“.

## Kommerzieller Erfolg

### Chartplatzierungen
Breakin’ Dishes verfehlte zunächst bei seiner Erstveröffentlichung den Einstieg in die offiziellen Singlecharts. Im Zuge eines TikTok-Trends stieg es im Januar 2025 erstmals in die deutschen Singlecharts ein und belegte dabei Rang 96. Später stieg der Song weiter bis auf Rang 52. In Österreich stieg der Song in der gleichen Woche auf Rang 72 ein.
| \| ChartsChartplatzierungen \| Höchstplatzierung \| Wochen \| \| ------------------------ \| ----------------- \| ------ \| \| Deutschland (GfK)[19] \| 52 (7 Wo.) \| 7 \| \| Österreich (Ö3)[20] \| 52 (6 Wo.) \| 6 \| \| Schweiz (IFPI)[21] \| 65 (5 Wo.) \| 5 \| |                   |        |
| ChartsChartplatzierungen | Höchstplatzierung | Wochen |
| Deutschland (GfK) | 52 (7 Wo.)        | 7      |
| Österreich (Ö3) | 52 (6 Wo.)        | 6      |
| Schweiz (IFPI) | 65 (5 Wo.)        | 5      |

### Auszeichnungen für Musikverkäufe
| Land/Region                  | Auszeichnungen für Musikverkäufe (Land/Region, Auszeichnung, Verkäufe) | Verkäufe  |
| ---------------------------- | ---------------------------------------------------------------------- | --------- |
| Griechenland (IFPI)          | Gold                                                                   | 10.000    |
| Vereinigte Staaten (RIAA)    | Platin                                                                 | 1.000.000 |
| Vereinigtes Königreich (BPI) | Gold                                                                   | 400.000   |
| Insgesamt                    | 2× Gold · 1× Platin ·                                                  | 1.410.000 |

Hauptartikel: Rihanna/Auszeichnungen für Musikverkäufe